# Мур, Лилиан
Ли́лиан Мур (Муур) (англ. Lilian Moore; 17 марта 1909 — 20 июля 2004) — американская детская писательница и поэтесса, известная по сказке «Крошка Енот и тот, кто сидит в пруду», по которой в СССР был снят мультфильм «Крошка Енот» (1974).

## Биография
Лилиан Мур родилась в 1909 году. В 1930 году окончила Хантерский колледж со степенью бакалавра. Некоторое время работа учительницей в начальной школе в Нью-Йорке. С 1937 по 1950 год работала в бюро исследований в области образования. С 1957 по 1967 год работала редактором в издательстве Scholastic.

## Русские переводы и экранизации
В 1963 году издательством Carson-Dellosa Publishing была впервые опубликована сказка Лилиан Мур «Крошка Енот и тот, кто сидит в пруду» (англ. Little Raccoon and the Thing in the Pool), которая была вскоре переведена на русский язык О. Образцовой. Первое русскоязычное издание увидело свет в 1966 году, а в 1973 году аудиоинсценировка Г. Карнауховой вышла на пластинке (Мелодия, Д—33487-8). Всенародную известность сказке принёс мультфильм «Крошка Енот» (1974, по сценарию Маргариты Долотцевой).
В 1970 году на киностудии «Киевнаучфильм» вышел мультфильм «Волшебные очки» (сценарий Владимира Капустяна) по мотивам одноименной сказки Лилиан Мур («The magic spectacles», 1965).